# Boris Niemcow

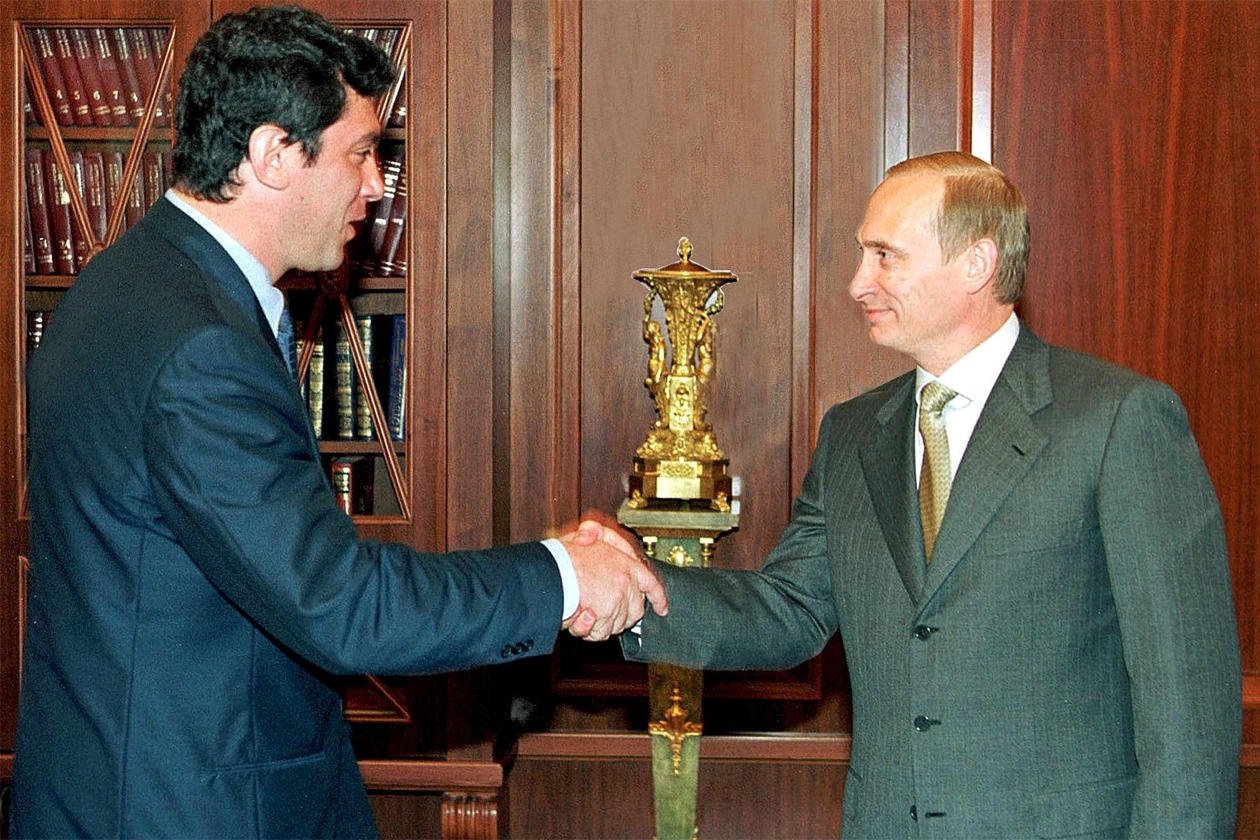
Boris Niemcow i Władimir Putin na Kremlu (2000)

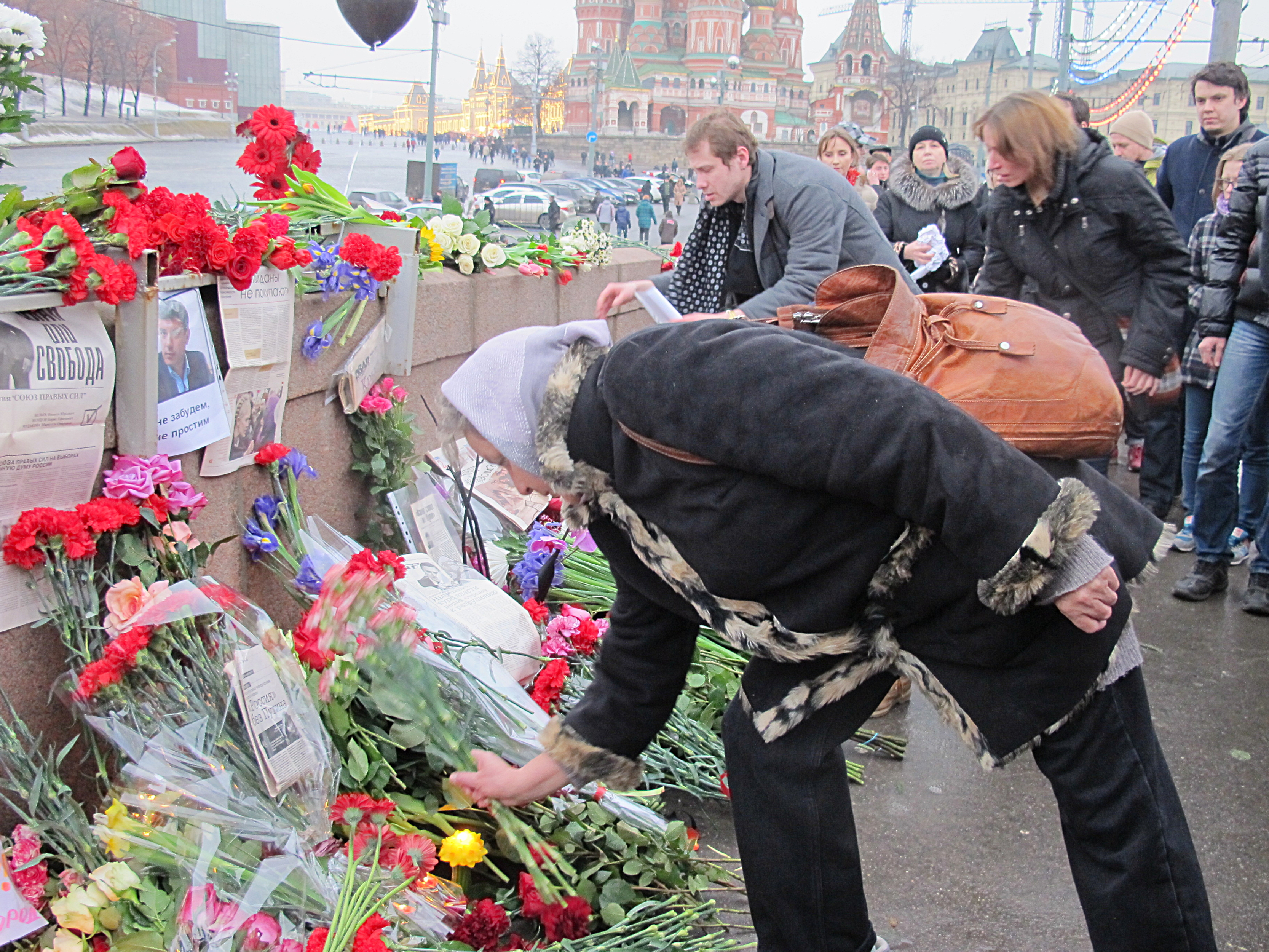
Mieszkańcy Moskwy składający hołd w miejscu morderstwa Niemcowa (2015)

Boris Jefimowicz Niemcow (ros. Борис Ефимович Немцов, ur. 9 października 1959 w Soczi, zm. 27 lutego 2015 w Moskwie) – rosyjski polityk, działacz demokratyczny, opozycjonista i obrońca praw człowieka.

## Życiorys
Rodzicami Borisa byli Jefim Dawydowicz Niemcow i Dina Jakowlewna Niemcowa (z domu Ejdman). Matka jest Żydówką.
Z wykształcenia fizyk, w 1981 r. ukończył studia na Wydziale Radiofizyki Państwowego Uniwersytetu im. N. Łobaczewskiego w Niżnym Nowogrodzie i następnie pracował naukowo w Gorkowskim Naukowo-Badawczym Instytucie Radiofizyki.
Od 1988 do 1990 r. udzielał się w ruchu ekologicznym, a w 1990 został wybrany na deputowanego Rosji. W sierpniu 1991 został nominowany na stanowisko przedstawiciela prezydenta Rosji w obwodzie niżnonowogrodzkim, a trzy miesiące później – w listopadzie – prezydent Boris Jelcyn mianował go na szefa administracji obwodu (późniejsze stanowisko gubernatora). W grudniu 1995 – tym razem w wyniku wyborów – ponownie został gubernatorem i na tym stanowisku pozostał do 1997. Od 17 marca 1997 do 28 sierpnia 1998 był wicepremierem w rządach Wiktora Czernomyrdina i Siergieja Kirijenki. W okresie od 24 kwietnia 1997 do 20 listopada 1997 (rząd Czernomyrdina) zajmował również stanowisko ministra paliw i energetyki.
Był liderem partii Sojusz Sił Prawicowych oraz współzałożycielem Republikańskiej Partii Rosji – Partii Narodowej Wolności. Wyraził chęć startu w wyborach prezydenckich w 2008 roku jednakże w grudniu 2007 wycofał się z udziału.
W latach 2011–2012 współorganizował w Moskwie protesty po wyborze na prezydenta Władimira Putina i kontrolowaną przez niego w wyborach parlamentarnych partię Jedna Rosja.
Był zwolennikiem liberalnych reform gospodarczych oraz przeciwnikiem aneksji Krymu przez Rosję.
27 lutego 2015 został zastrzelony w centrum Moskwy przez nieznanych sprawców. Jego pogrzeb odbył się 3 marca 2015 na cmentarzu Trojekurowskim w Moskwie.
7 marca 2015 dyrektor FSB Aleksandr Bortnikow poinformował o zatrzymaniu dwóch podejrzanych o zabójstwo opozycjonisty. Byli to Czeczeni Anzor Gubaszew i Zaur Dadajew. Dzień później sąd nakazał aresztowanie ich oraz trzech innych podejrzanych: brata Anzora – Szagida Gubaszewa, Tamierłana Eskierchanowa i Chamzata Bachajewa. Spośród wszystkich do winy przyznał się jedynie Dadajew, jednak chwilę potem odwołał swoje zeznania oświadczając, że podczas przesłuchania był torturowany. Prowadzący dochodzenie gen. Igor Krasnow został szybko odwołany, ponieważ jego śledztwo było zbyt skuteczne. Nowa grupa śledcza głównie pozorowała aktywność, ostatecznie oskarżono jedynie bezpośrednich wykonawców zabójstwa, wskazując, że ustalenie ewentualnych jego zleceniodawców było niemożliwe. Zaura Dadajewa skazano na 20 lat łagru.
Boris Niemcow miał czworo dzieci. Jego córka Żanna jest dziennikarką i aktywistką społeczną.

## Filmy dokumentalne
- 2015 – Mój przyjaciel Borys Niemcow (ros. Мой друг Борис Немцов, Moj drug Boris Niemcow), film dokumentalny w reżyserii Zosi Rodkiewicz o człowieku i działaczu politycznym Niemcowie[13].